# Stadtbad Mitte (Berlin)
Das Stadtbad Mitte „James Simon“, auch als Stadtbad Gartenstraße bekannt, ist eine Volksbadeanstalt im Berliner Ortsteil Mitte (Bezirk Mitte), die 1930 eröffnet wurde. Der Eingang des denkmalgeschützten Bauwerks befindet sich in der Gartenstraße 5 und ist in die Häuserflucht der Wohnbauten eingefügt.

## Geschichte

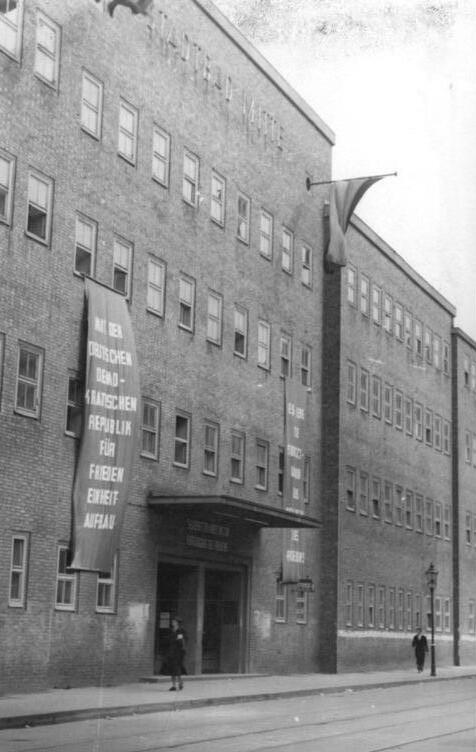
Außenansicht des Stadtbades Mitte im Jahr 1950

Das Stadtbad Mitte entstand anstelle einer zwischen 1880 und 1888 durch den damaligen „Berliner Verein für Volksbäder“ errichteten Badeanstalt. Die Mittel für den Bau stiftete der Kaufmann James Henry Simon, wie die Berliner Gedenktafel an dem Gebäude berichtet. Als Verwalter oder Direktor bestimmte man einen „Betriebsmeister“ (1890: F. Szameitat, 1910: K. Schultze). Diese Einrichtung nannte man amtlicherseits zu Beginn des 20. Jahrhunderts „Volksbad Oranienburger Vorstadt“. Es war eines von mehreren Stadtbädern, deren Bau Ende des 19. Jahrhunderts begonnen hatte. Ziel war es, allen Berlinern eine Bade- und Waschmöglichkeit in der näheren Wohnumgebung zu bieten, da die wenigsten Wohnungen über Badewannen oder Duschmöglichkeiten verfügten.
Die Projektierung des neuen Stadtbads erfolgte im Stil des Neuen Bauens unter dem Motto „Licht, Luft und Sonne“. Die Pläne für das Gebäude lieferte Carlo Jelkmann, dem der Ingenieurarchitekt Rudolf Gleye mit technischen Details zur Seite stand, und Heinrich Tessenow entwarf die Innengestaltung. Die feierliche Einweihung erfolgte am 24. Mai 1930 im Beisein des Berliner Oberbürgermeisters Gustav Böß, einigen Honoratioren und der Architekten.
Am 2. Januar 1945 wurde das Bad von zwei Bomben getroffen, die ein Glasfenster zertrümmerten und den Boden des Schwimmbeckens durchschlugen. Der anwesende Verwalter (ein Ingenieur Karl Pechtel) konnte durch unmittelbare Reaktion einen größeren Schaden verhindern, so dass im Juni 1945 die Wannen- und Brausebäder wieder geöffnet werden konnten. Bereits gegen Ende 1945 kamen durchschnittlich 5000 Besucher täglich in die Einrichtung.
Im Jahr 1951 war das Stadtbad Gartenstraße Veranstaltungsort für das erste Nationale Schwimmfest der DDR.
Die Stadtbezirksverwaltung und Bauaufsicht ließ das Stadtbad Mitte 1985 aus baulichen Gründen schließen, denen sich aber eine umfassende Rekonstruktion und Sanierung anschloss. Nach der Wende konnte das Volksbad im Jahr 1993 wieder komplett eröffnet werden. In den ersten Jahren des 21. Jahrhunderts wurden schließlich auch die Fassaden erneuert und die Technik auf den neuesten Stand gebracht. Im Jahr 2012 erhielt der Bau den Namenszusatz nach seinem Stifter.

## Baubeschreibung

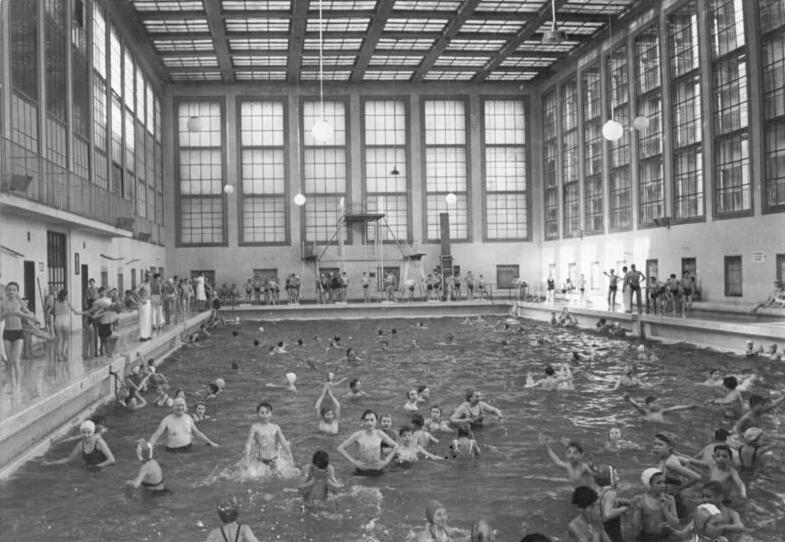
Blick in die Schwimmhalle anno 1951

Der vieretagige Gebäudekomplex wurde um vier Lichthöfe angelegt. Die Fassade ist durchgängig mit Klinkern verblendet; ihr neunachsiges Mittelstück ist etwa um ein halbes Geschoss höher und trägt ganz oben in Versalien die Inschrift „Stadtbad Mitte“. Die Fenster sind mit Werkstein gerahmt und flächig in die Fassade eingefügt. In der historischen Eingangshalle sind Wände und Fußboden mit ockerfarbenen Keramikfliesen ausgelegt. Die Bronzeskulptur eines jungen nackten Mädchens mit einem lässig übergeworfenen Handtuch begrüßt die Besucher, angefertigt nach Entwurf des Bildhauers Ernst Hermann Grämer und 1939 hier aufgestellt. Man tritt durch eines von zwei Glasportalen durch eine Luftschleuse hindurch in den Innenbereich; zum früheren Kassenbereich und den anschließenden Einrichtungen führen dann sieben Stufen hinauf. Die Decken der Eingangshalle sind mit den rekonstruierten Original-Deckenleuchten aus Milchglas und Messing ausgestattet.
Der westliche Gebäudetrakt weist einen trapezförmigen Grundriss auf und in ihm wurden die Servicebereiche des Stadtbades untergebracht, also Bade-, Dusch-, Sport- und Ruheräume, Aufenthaltsmöglichkeiten für das Personal usw. Die Wannen und Duschen wurden inzwischen entfernt und an ihrer Stelle richtete man eine Sauna, einen Sportraum und weitere Umkleideräume ein. Außerdem gibt es in diesem Gebäudeteil ein ambulantes Rehabilitationszentrum, medizinische Bäder und ein russisch-römisches Bad, dessen Glasmalereien von Max Pechstein (1881–1955) angefertigt wurden. In der Treppenhalle stehen weitere Skulpturen, die aus der Werkstatt von August Kraus stammen.
Der östliche Gebäudetrakt ist die Schwimmhalle in den Außenabmessungen 60 × 25 Meter. Mittelpunkt ist ein Schwimmbecken mit einer Länge von 50 Metern, einer Breite von 15 Metern und einer Einbautiefe von 12 Metern. Mit dieser Ausstattung galt das Stadtbad bei seiner Einweihung als das modernste Europas. Das Schwimmbecken besitzt einen Boden als schiefe Ebene, an der tiefen Seite sind sechs Startblöcke integriert. Alle vier Seiten der etwa 10 Meter hohen Halle werden von über drei Etagen reichenden Fensterbändern (8 Meter hoch, jede Reihe 3 Meter breit) gebildet, die reichlich Tageslicht in die Anlage hineinlassen. Das Rastermaß der Fenster wird von der Decke aus Glasbausteinen aufgenommen, wodurch auch von oben das Licht hereinfällt. An den Deckenbalken wurden Leuchtstofflampen-Leisten angebracht.
Von den Umkleidekabinen im Erdgeschoss gehen Männer und Frauen getrennt durch Duschräume hindurch und gelangen in einem überdachten Gang an der Längsseite in den Schwimmbereich. Mittels einer Kette wird bei Bedarf ein Nichtschwimmerbereich abgetrennt. An der nördlichen Schmalseite befand sich früher ein hochklappbares Ein-Meter-Sprungbrett, ebenso wie ein Drei-Meter-Sprungturm.
Quadratische kleinformatige beige-graubraune Keramikfliesen verkleiden das Becken, die Einstiegstreppen mit Messing-Handlauf und den Umgang des Beckens. An einer Längsseite des Umgangs sind durchgängige beheizbare Sitzbänke angeordnet.
Die zweite Etage bietet weitere Umkleidemöglichkeiten und Fitnessräume; große Fenster gestatten den Blick in die Schwimmhalle.
In der unmittelbaren Nachbarschaft des Stadtbads Mitte befindet sich der heutige Heinrich-Zille-Park, angelegt als Städtischer Park (damalige Adresse: Gartenstraße 6–8).